# 哈肯海姆
哈肯海姆是德国莱茵兰-普法尔茨州的一个市镇。总面积4.31平方公里，总人口2053人，其中男性1000人，女性1053人（2011年12月31日），人口密度476人/平方公里。